# (8975) Atthis
(8975) Atthis ist ein Asteroid des inneren Hauptgürtels, der am 29. September 1973 von dem niederländischen Astronomenehepaar Cornelis Johannes van Houten und Ingrid van Houten-Groeneveld entdeckt wurde. Die Entdeckung geschah im Rahmen der 2. Trojaner-Durchmusterung, bei der von Tom Gehrels mit dem 120-cm-Oschin-Schmidt-Teleskop des Palomar-Observatoriums aufgenommene Feldplatten an der Universität Leiden durchmustert wurden, 13 Jahre nach Beginn des Palomar-Leiden-Surveys.
Der Asteroid gehört zur Polana-Familie (benannt nach (142) Polana), einer Untergruppe der Nysa-Gruppe (benannt nach (44) Nysa). Die Nysa-Gruppe wird auch Hertha-Familie genannt (nach (135) Hertha). Gemeinsam ist allen Mitgliedern der genannten Familien und Gruppen, dass die Umlaufbahnen um die Sonne in 2:1-Resonanz mit derjenigen des Planeten Mars stehen, deshalb auch über einen längeren Zeitraum stabil sind. Die zeitlosen (nichtoskulierenden) Bahnelemente von (8975) Atthis sind fast identisch mit denjenigen von acht kleineren, wenn man von der Absoluten Helligkeit von 16,2, 16,4, 16,4, 16,6, 16,9, 17,0, 17,9 und 17,4 gegenüber 14,8 ausgeht, Asteroiden: (103809) 2000 DB19, (127835) 2003 FX104, (165374) 2000 WB114, (194544) 2001 XO65, (200992) 2002 CU144, (231224) 2005 WW159, (316956) 2001 DK90 und (342057) 2008 SE2.
(8975) Atthis ist nach dem Eisvogel benannt, dessen wissenschaftlicher Name Alcedo atthis lautet. Zum Zeitpunkt der Benennung des Asteroiden am 2. Februar 1999 befand sich der Eisvogel auf der niederländischen Roten Liste gefährdeter Vögel.